# Friedrich von Martini
Pour les articles homonymes, voir Martini.
Friedrich von Martini, né le 22 mars 1833 à Herkulesbad dans le Banat et mort le 29 janvier 1897 à Frauenfeld dans le canton de Thurgovie, est un ingénieur et designer austro-suisse. 

## Biographie
Friedrich von Martini, né en 1833, est le fils d'un médecin issu d'une noble famille autrichienne du Banat. Il commence des études techniques à Vienne en 1850 et étudie de 1854 à 1857 à l'institut de technologie de Karlsruhe. En 1857, il travaille à la Maschinenbauanstalt Karlsruhe, puis jusqu'en 1861 dans le bureau d'études de Sulzer à Winterthour. En 1859, il effectue son service militaire en tant que lieutenant royal-impérial dans la campagne d'Autriche contre l'Italie.
En 1861, von Martini est employé à la Maschinenbau-Anstalt Frauenfeld. En 1863, il devient associé et la société est rebaptisée Martini & Tanner. En 1864, von Martini épouse la fille du médecin, Eleonore Keller.
En 1870, von Martini commnce à construire des moteurs à eau et à combustion, qui servent de base à la future usine automobile Martini de ses fils.
Le nom de la société est changé en F. Martini & Co. en 1879. À l'Exposition nationale suisse de 1883, il présente sa double plieuse pour papier, qu'il avait déjà mise au point en 1876. C'est ainsi que naît l'usine de machines à relier de Felben-Wellhausen, qui existe à cet endroit jusqu'en 2014. L'entreprise compte alors environ 300 travailleurs. Von Martini dépose 17 brevets, entre autres pour une platine de fusil à chargement par la culasse (1868) et une machine à broder à pinces (1883).
De 1879 à 1895, il membre du Conseil de la commune bourgeoise de Frauenfeld, de 1880 à 1888 membre de la commission de surveillance de l'école de maturité, et de 1886 à 1895 administrateur du tramway Frauenfeld-Wil-Bahn.
Il obtient un succès commercial avec son assortiment unifié de vis et de machines à broder. Martini devient internationalement connu avec ses fusils (Martini-Henry et Martini Stutzer). Le nom Martini est toujours présent dans le groupe Muller Martini. Elle reçoit son nom en 1972, après que Martini Buchbindereimaschinenfabrik AG ait été reprise trois ans plus tôt par Grapha Maschinenfabrik Hans Müller AG.